# Talwara (Punjab)
Talwara è una suddivisione dell'India, classificata come census town, di 22.580 abitanti, situata nel distretto di Hoshiarpur, nello stato federato del Punjab. In base al numero di abitanti la città rientra nella classe III (da 20.000 a 49.999 persone).

## Geografia fisica
La città è situata a 31° 56' 55 N e 75° 52' 0 E e ha un'altitudine di 325 m s.l.m..

## Società

### Evoluzione demografica
Al censimento del 2001 la popolazione di Talwara assommava a 22.580 persone, delle quali 11.948 maschi e 10.632 femmine. I bambini di età inferiore o uguale ai sei anni assommavano a 2.446, dei quali 1.419 maschi e 1.027 femmine. Infine, coloro che erano in grado di saper almeno leggere e scrivere erano 17.997, dei quali 9.882 maschi e 8.115 femmine.